# کونان بربر (فیلم ۱۹۸۲)
کونان بربر (به انگلیسی: Conan the Barbarian) فیلمی به کارگردانی جان میلیوس، نویسندگی جان میلیوس و الیور استون (بر پایه رمان کونان بربر اثر رابرت هاوارد) و تهیه‌کنندگی باز فیتسهانس و رافائلا ده لاورنتیس محصول سال ۱۹۸۲ میلادی است.

## خلاصه داستان
در سال‌های دور، اعضای خانواده و افراد قبیلهٔ «کونان» (شوارتسنگر)، هنگامی که او کودکی بیش نبوده، به دست افراد قبیلهٔ دیگری قتل‌عام می‌شوند. «کونان» از همان زمان تصمیم می‌گیرد که جسمش را قوی سازد تا به هنگام بزرگ‌سالی، انتقام بگیرد.